# Рокбрюн-сюр-Аржанс
Рокбрю́н-сюр-Аржа́нс (фр. Roquebrune-sur-Argens, окс. Ròcabruna d'Argenç) — коммуна на юго-востоке Франции в регионе Прованс — Альпы — Лазурный берег, департамент Вар, округ Драгиньян, кантон Рокбрюн-сюр-Аржанс.
Площадь коммуны — 106,1 км², население — 11 405 человек (2006) с тенденцией к росту: 12 155 человек (2012), плотность населения — 115,0 чел/км².

## История
История Рокбрюна восходит к XI веку, когда он впервые упоминается под латинским именем Rocca bruna (что указывает на строительство поселения на скалах). После того, как в 973 году граф Прованский Гийом I изгнал из южной Франции арабов-мусульман Рокбрюн, окружённый горными скалами и крепостными укреплениями, практически изолированный от внешнего мира, не испытывал на себе войн и вражеских нашествий. Рокбрюн также не пострадал от «Великой чумы» середины XIV века. С началом экономического подъёма в XV столетии оборонительные сооружения вокруг Рокбрюна были перестроены. После строительства в 1829 году моста через реку Аржанс Рокбрюн находится на важном торговом пути, связывавшем Францию и Италию.

## Географическое положение
Территория коммуны протянулась на 28 километров вдоль горной гряды Эстерель и долины реки Аржанс, от северо-западных склонов гор Мор и до побережья Средиземного моря. В состав коммуны входит три поселения: Ла-Бувери, Ле-Иссамбре и собственно Рокбрюн-сюр-Аржанс. Старый город Рокбрюн (центр коммуны) расположен на живописных скалах над речной долиной. Ла-Бувери, окружённый покрытыми виноградниками горами, находится севернее долины. Местечко Ле-Иссамбре лежит на морском побережье. По своей площади Рокбрюн-сюр-Аржанс является одной из крупнейших коммун департамента Вар. Соседями коммуны являются Фрежюс, Сен-Рафаэль, Ле-Мюи и Сен-Максим.

## Население
Население коммуны в 2011 году составляло — 12 308 человек, а в 2012 году — 12 155 человек.
| 1962 | 1968 | 1975 | 1982 | 1990  | 1999  | 2006  | 2011  | 2012  |
| ---- | ---- | ---- | ---- | ----- | ----- | ----- | ----- | ----- |
| 2873 | 3698 | 5041 | 6301 | 10389 | 11349 | 11405 | 12308 | 12155 |

Динамика населения:

## Экономика
Важную роль в жизни коммуны играет туристический бизнес. Сохраняет некоторое значение также морской и рыбацкий порт в Ле-Иссамбре. Развиты садоводство и цветоводство. Популярностью пользуются винодельческая продукция домов Domaine de Marchandise и Domaine de La Bouverie. В коммуне расположена шоколадная фабрика Gérard Courreau. Местная сыроварня Robert Bedot в 2003 году была признана лучшим предприятием этого рода во Франции.
В 2010 году из 7874 человек трудоспособного возраста (от 15 до 64 лет) 5627 были экономически активными, 2247 — неактивными (показатель активности 71,5 %, в 1999 году — 63,1 %). Из 5627 активных трудоспособных жителей работали 5 029 человек (2 652 мужчины и 2 377 женщин), 598 числились безработными (275 мужчин и 323 женщины). Среди 2247 трудоспособных неактивных граждан 523 были учениками либо студентами, 928 — пенсионерами, а ещё 796 — были неактивны в силу других причин.
На протяжении 2010 года в коммуне числилось 6254 облагаемых налогом домохозяйства, в которых проживало 14 531,0 человек. При этом медиана доходов составила 20 827 евро на одного налогоплательщика.

## Достопримечательности (фотогалерея)
- Вид на Массив Мор
- Река Аржанс у подножия скалы
- Капелла

## Города-партнёры
- Ла-Пеш (Канада)